# Josef Sturm (1858–1935)
Josef Sturm (20. dubna 1858 Vídeň – 8. prosince 1935 Vídeň) byl rakouský pedagog, malíř a politik německé národnosti z Dolních Rakous, na počátku 20. století poslanec Říšské rady.

## Biografie
Vystudoval vyšší reálnou školu a pak živnostenskou školu při Rakouském muzeu užitého umění ve Vídni a také Akademii užitého umění ve Vídni. Absolvoval rovněž učitelský ústav pro střední školy. Nastoupil jako jednoroční dobrovolník do armády, pak byl pedagogem na různých středních školách ve Vídni. Angažoval se veřejně a politicky. V období let 1890–1895 a 1900–1912 zasedal ve vídeňské obecní radě. Dlouhodobě zasedal v zemské školní radě a v umělecké radě ministerstva školství. Patřil mezi zakladatele moderní galerie a zemského muzea.
Zasedal i jako poslanec Dolnorakouského zemského sněmu. Zvolen sem byl v roce 1897 coby kandidát Křesťansko sociální strany za kurii městskou, obvod Vídeň V. Mandát na sněmu obhájil v roce 1902. Uspěl i ve volbách roku 1909, nyní za všeobecnou kurii Vídeň V. Zemským poslancem byl do roku 1915. Znovu se na sněm vrátil v letech 1918–1921. V letech 1908–1919 zasedal v zemském výboru, předtím byl od roku 1902 byl náhradníkem zemského výboru.
Působil i jako poslanec Říšské rady (celostátního parlamentu Předlitavska), kam usedl v doplňovacích volbách roku 1905 za kurii městskou v Dolních Rakousích, obvod Vídeň, V. okres. Nastoupil 28. listopadu 1905 místo Josefa Strobacha. Mandát obhájil ve volbách roku 1907, konaných poprvé podle všeobecného a rovného volebního práva. Uspěl za obvod Dolní Rakousy 11. Ve volebním období 1901–1907 se uvádí jako Josef Sturm, c. k. profesor a akademický malíř. K roku 1907 je uváděn jako vládní rada, profesor a akademický malíř.
V roce 1906 byl uváděn coby člen poslaneckého klubu Křesťansko-sociální sjednocení. Po volbách roku 1907 usedl do poslaneckého klubu Křesťansko-sociální sjednocení. Ve volbách roku 1911 ho porazil sociální demokrat Josef SturmFranz Domes.